# Dan Mason
Dan Mason, nato Dan Grassman (Syracusae, 9 febbraio 1853 – Baersville, 6 luglio 1929), è stato un attore e sceneggiatore statunitense che, proveniente dal teatro, ebbe anche una proficua carriera cinematografica come caratterista (spesso anche in ruoli da protagonista) negli anni dieci e venti del Novecento, all'epoca del muto.

## Filmografia

### Attore
- The Office Boy's Birthday, regia di Charles M. Seay – cortometraggio (1913)
- Professor William Nutt, regia di C.J. Williams – cortometraggio (1913)
- The Drop of Blood, regia di Frederick A. Thomson – cortometraggio (1913)
- How Did It Finish?, regia di Ashley Miller – cortometraggio (1913)
- All on Account of a Portrait, regia di C.J. Williams – cortometraggio (1913)
- The Signal, regia di George Lessey – cortometraggio (1913)
- A Pair of Foils, regia di C.J. Williams – cortometraggio (1913)
- As the Tooth Came Out, regia di C. Jay Williams – cortometraggio (1913)
- The Awakening of a Man, regia di George Lessey – cortometraggio (1913)
- The Comedian's Downfall, regia di Charles H. France – cortometraggio (1913)
- Why Girls Leave Home, regia di C. Jay Williams – cortometraggio (1913)
- A Short Life and a Merry One, regia di Charles H. France – cortometraggio (1913)
- His First Performance, regia di Charles H. France – cortometraggio (1913)
- The Horrible Example, regia di Charles M. Seay – cortometraggio (1913)
- Porgy's Bouquet, regia di C. Jay Williams – cortometraggio (1913)
- Enoch and Ezra's First Smoke, regia di Charles H. France – cortometraggio (1913)
- The Thrifty Janitor – cortometraggio (1913)
- The Janitor's Quiet Life, regia di Charles M. Seay – cortometraggio (1913)
- Mary's New Hat, regia di Charles H. France – cortometraggio (1913)
- The Witness to the Will, regia di George Lessey – cortometraggio (1914)
- Deacon Billington's Downfall, regia di Charles H. France – cortometraggio (1914)
- The Janitor's Flirtation, regia di Charles M. Seay – cortometraggio (1914)
- The Active Life of Dolly of the Dailies, regia di Walter Edwin - serial (1914)
- Love's Young Dream, regia di Charles H. France – cortometraggio (1914)
- Mr. Sniffkins' Widow, regia di Charles M. Seay – cortometraggio (1914)
- Dinkelspiel's Baby, regia di Charles M. Seay – cortometraggio (1914)
- A Night Out, regia di Charles H. France – cortometraggio (1914)
- A Week-End at Happyhurst, regia di Charles M. Seay – cortometraggio (1914)
- Seraphina's Love Affair, regia di Charles M. Seay – cortometraggio (1914)
- The Tango in Tuckerville – cortometraggio (1914)
- The Mysterious Package, regia di Charles M. Seay – cortometraggio (1914)
- An Up-to-Date Courtship, regia di Charles M. Seay – cortometraggio (1914)
- His Wife's Burglar, regia di Charles M. Seay – cortometraggio (1914)
- A Tango Spree, regia di Charles M. Seay – cortometraggio (1914)
- Faint Heart Ne'er Won Fair Lady, regia di Charles M. Seay – cortometraggio (1914)
- A Change of Business, regia di Charles M. Seay – cortometraggio (1914)
- A Village Scandal, regia di Charles M. Seay – cortometraggio (1914)
- Twins and Trouble, regia di Charles M. Seay – cortometraggio (1914)
- George Washington Jones, regia di Charles H. France – cortometraggio (1914)
- Jenks and the Janitor, regia di Charles M. Seay – cortometraggio (1914)
- A Millinery Mix-Up, regia di Charles M. Seay – cortometraggio (1914)
- A Double Elopement, regia di Charles M. Seay – cortometraggio (1914)
- The Colonel of the Red Hussars, regia di Richard Ridgely – cortometraggio (1914)
- Uncle Crusty, regia di Charles M. Seay – cortometraggio (1915)
- Lena, regia di Charles M. Seay – cortometraggio (1915)
- A Weighty Matter for a Detective, regia di Charles M. Seay – cortometraggio (1915)
- Joey and His Trombone, regia di James W. Castle – cortometraggio (1915)
- The Terrible Trunk – cortometraggio (1915)
- A Thorn Among Roses – cortometraggio (1915)
- That Heavenly Cook – cortometraggio (1915)
- Can a Man Fool His Wife?, regia di Charles H. France – cortometraggio (1915)
- Can Love Grown Cold Be Revived?, regia di Charles H. France – cortometraggio (1915)
- Where Can I Get a Wife?, regia di Charles H. France – cortometraggio (1915)
- The Scarlet Letter, regia di Carl Harbaugh (1917)
- La derelitta (The Derelict), regia di Carl Harbaugh (1917)
- The Slave
- The Broadway Sport, regia di Carl Harbaugh (1917)
- Wife Number Two, regia di William Nigh (1917)
- Every Girl's Dream, regia di Harry Millarde (1917)
- Thou Shalt Not Steal, regia di William Nigh (1917)
- Unknown 274, regia di Harry F. Millarde (1917)
- Shirley Kaye, regia di Joseph Kaufman (1917)
- Over the Hill, regia di William Parke (1917)
- Sherman Was Right
- Jack Spurlock, Prodigal, regia di Carl Harbaugh (1918)
- Brave and Bold, regia di Carl Harbaugh (1918)
- The Yellow Ticket, regia di William Parke (1918)
- All Woman, regia di Hobart Henley (1918)
- On the Quiet , regia di Chester Withey (1918)
- Bonnie Annie Laurie, regia di Harry Millarde (1918)
- Laughing Bill Hyde, regia di Hobart Henley (1918)
- Marriages Are Made, regia di Carl Harbaugh (1918)
- Lure of Ambition, regia di Edmund Lawrence (1919)
- The Toonerville Trolley, regia di Ira M. Lowry – cortometraggio (1920)
- Skinning Skinners, regia di William Nigh (1921)
- The Skipper's Treasure Garden, regia di Robert Eddy, Kenneth Spear – cortometraggio (1921)
- Toonerville's Fire Brigade, regia di Ira M. Lowry – cortometraggio (1921)
- Toonerville Follies, regia di Ira M. Lowry – cortometraggio (1921)
- Toonerville's 'Boozem' Friends, regia di Ira M. Lowry – cortometraggio (1921)
- The Skipper Has His Fling – cortometraggio (1921)
- The Skipper's Narrow Escape, regia di Ira M. Lowry – cortometraggio (1921)
- Toonerville Tactics, regia di Ira M. Lowry – cortometraggio (1921)
- The Skipper Strikes It Rich – cortometraggio (1921)
- Why Girls Leave Home, regia di William Nigh (1921)
- Toonerville Tangle, regia di Ira M. Lowry – cortometraggio (1921)
- The Skipper's Last Resort, regia di Ira M. Lowry – cortometraggio (1921)
- The Skipper's Treasure Scheme, regia di Ira M. Lowry – cortometraggio (1921)
- Skipper's Flirtation, regia di Ira M. Lowry – cortometraggio (1921)
- Iron to Gold, regia di Bernard J. Durning (1922)
- The Skipper's Policy, regia di Ira M. Lowry – cortometraggio (1922)
- Is Matrimony a Failure?, regia di James Cruze (1922)
- Toonerville Trials, regia di Ira M. Lowry – cortometraggio (1922)
- Toonerville Blues, regia di Ira M. Lowry – cortometraggio (1922)
- Toonerville Topics, regia di Ira M. Lowry – cortometraggio (1922)
- Pop Tuttle's Movie Queen, regia di Robert Eddy – cortometraggio (1922)
- Pop Tuttle's Clever Catch, regia di Robert Eddy – cortometraggio (1922)
- The Skipper's Sermon, regia di Ira M. Lowry – cortometraggio (1922)
- The Fire Chief, regia di Robert Eddy – cortometraggio (1922)
- Pop Tuttle's Grass Widow, regia di Robert Eddy – cortometraggio (1922)
- Pop Tuttle, Deteckative, regia di Robert Eddy – cortometraggio (1922)
- Pop Tuttle's Long Shot – cortometraggio (1923)
- Pop Tuttle's Pole Cat Plot, regia di Robert Eddy – cortometraggio (1923)
- Pop Tuttle's Lost Control – cortometraggio (1923)
- Pop Tuttle's Lost Nerve – cortometraggio (1923)
- Pop Tuttle's Russian Rumors – cortometraggio (1923)
- Pop Tuttle's Tac Tics – cortometraggio (1923)
- Conductor 1492, regia di Frank Griffin, Charles Hines (1924)
- The Plunderer, regia di George Archainbaud (1924)
- A Self-Made Failure, regia di William Beaudine (1924)
- Darwin Was Right
- Idle Tongues, regia di Lambert Hillyer (1924)
- Piedini d'oro (Sally), regia di Alfred E. Green (1925)
- American Pluck, regia di Richard Stanton (1925)
- The Wall Street Whiz, regia di Jack Nelson (1925)
- Thunder Mountain, regia di Victor Schertzinger (1925)
- La grande parata
- Seven Sinners, regia di Lewis Milestone (1925)
- Wages for Wives, regia di Frank Borzage (1925)
- Hearts and Fists, regia di Lloyd Ingraham (1926)
- A Desperate Moment, regia di Jack Dawn (1926)
- Rainbow Riley, regia di Charles Hines (1926)
- Forbidden Waters, regia di Alan Hale (1926)
- Hard Boiled, regia di John G. Blystone (1926)
- Stepping Along
- La brigata del fuoco (The Fire Brigade), regia di William Nigh (1926)
- The Price of Honor
- A Hero on Horseback, regia di Del Andrews (1927)
- Out All Night, regia di William A. Seiter (1927)
- The Chinese Parrot, regia di Paul Leni (1927)
- The Valley of the Giants, regia di Charles Brabin (1927)
- Hop Off , regia di Charles R. Bowers, Harold L. Muller (1928) – cortometraggio
- Le sette aquile (Lilac Time), regia di George Fitzmaurice e, non accreditato, Frank Lloyd (1928)
- Il risveglio (The Awakening), regia di Victor Fleming (1928)
- Il processo Bellamy (The Bellamy Trial), regia di Monta Bell (1929)

### Sceneggiatore
- The Janitor's Quiet Life, regia di Charles M. Seay – cortometraggio (1913)
- The Janitor's Flirtation, regia di Charles M. Seay – cortometraggio (1914)
- Dinkelspiel's Baby, regia di Charles M. Seay – cortometraggio (1914)